# Onchopristis
Onychopristis
Genre
Synonymes
- †Onychopristis Jordan, 1963

Espèces de rang inférieur
- † Onchopristis numidus, espèce type
- † Onchopristis dunklei
- † Onchopristis pharao (Onchosaurus pharao)

Onchopristis est un genre fossile de poissons-scies géants caractérisés par des dents en forme de harpon. 

## Classification
Le genre Onchopristis est décrit en 1917 par le paléontologue allemand Ernst Stromer 1870-1952),. 
En 1987, le paléoichtyologiste français Henri Cappetta a distingué deux groupes à l'intérieur des Ganopristidae (en), anciennement appelés Sclerorhynchidae, séparant les genres Onchopristis de Pucapristis,.

### Synonymes
Ce genre a un synonyme †Onychopristis Jordan, 1963,.

### Fossiles
Selon Paleobiology Database en 2023, ce genre a cinquante et une collections de fossiles référencées, du Barrémien inférieur du Crétacé inférieur au Paléocène, soit de 130 à 56 Ma avant notre ère.

## Présentation
Il a été retrouvé un peu partout dans le monde, en France, en Afrique du Nord,,, au Niger, en Inde, en Nouvelle-Zélande et aux États-Unis.

## Description

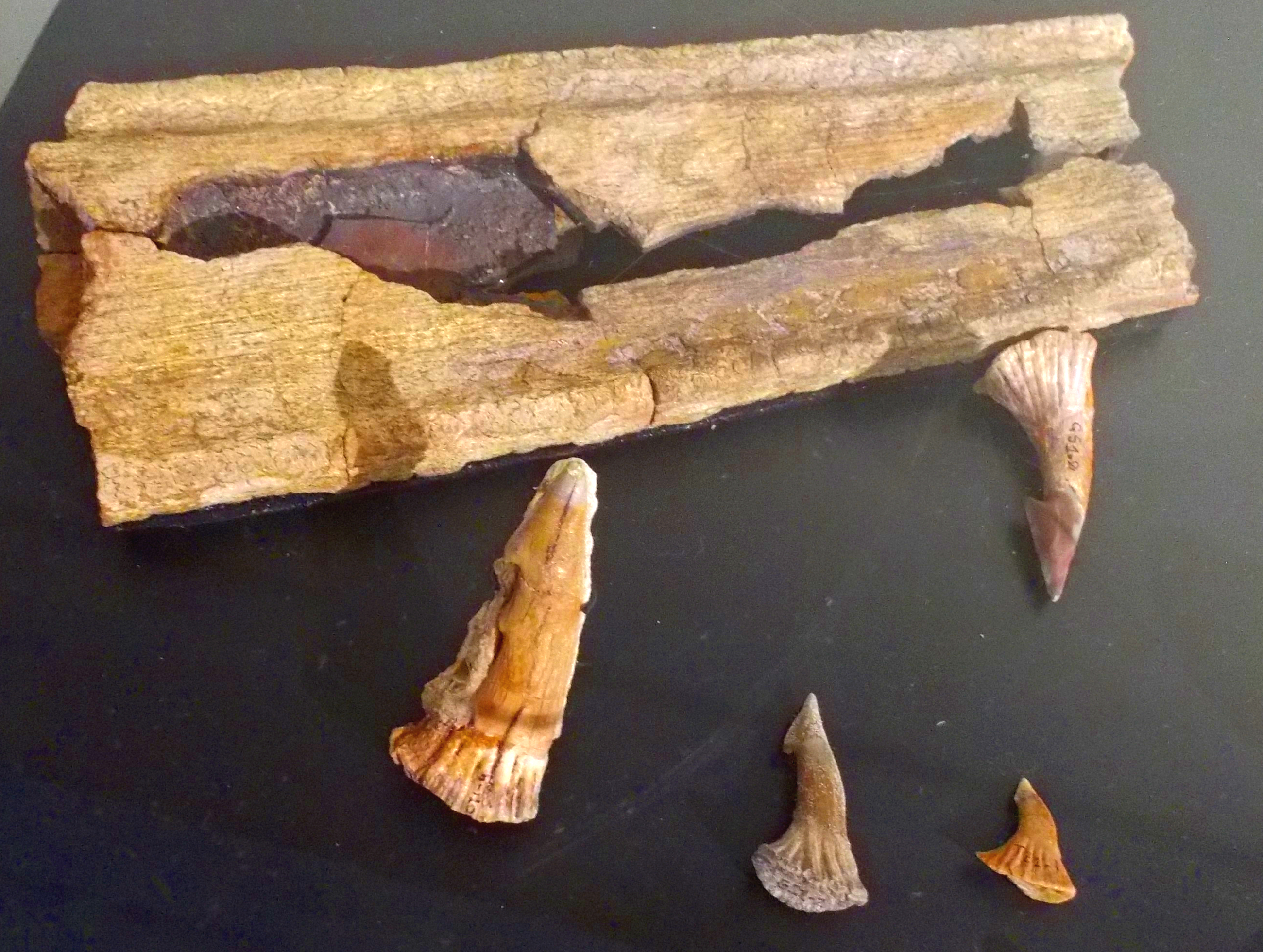
Fragment de rostre avec dents rostrales à un crochet d'Onchopristis numidus.

Le museau d'Onchopristis est prolongé par un rostre flanqué de nombreuses dents. Ces dents rostrales, qui sont le plus souvent les seuls éléments fossiles préservés de l'animal, sont caractérisées par la présence de crochets alignés sur une ligne de barbelures à la manière de certains harpons.
Onchopristis présente généralement un à trois crochets alignés par dent, jusqu'à cinq pour la sous-espèce Onchopristis dunklei dunklei,.
Ce poisson-scie géant pouvait mesurer jusqu'à 8 mètres de long dont 2,5 mètres pour le rostre. Il devait sûrement être la proie de dinosaures piscivores comme Spinosaurus.

## Liste des espèces et sous-espèces
- † Onchopristis numidus, espèce type, (1 crochet)
- † Onchopristis dunklei praecursor (2 à 3 crochets)
- † Onchopristis dunklei dunklei (3 à 5 crochets)
- † Onchopristis pharao, Dames 1887, (1 crochet), appelé également Onchosaurus pharao[12].

### Publication originale
- [1917] (de) Ernst Stromer, « Ergebnisse der Forschungsreisen Prof. E. Stromers in den Wüsten Aegyptens.-II Wirbeltierreste der Baharîje-Stufe (unterstes Cenoman) 4: Die Säge des Pristiden Onchopristis numidus Haug sp. und iiber die Sägan der Sägehaie », Abhandlungen K. Bayerischen Akademie der Wissenschaften Math. Phys. Klasse, vol. 28, no 8,‎ 1917, p. 1-28.